# Zanes d'Olympie

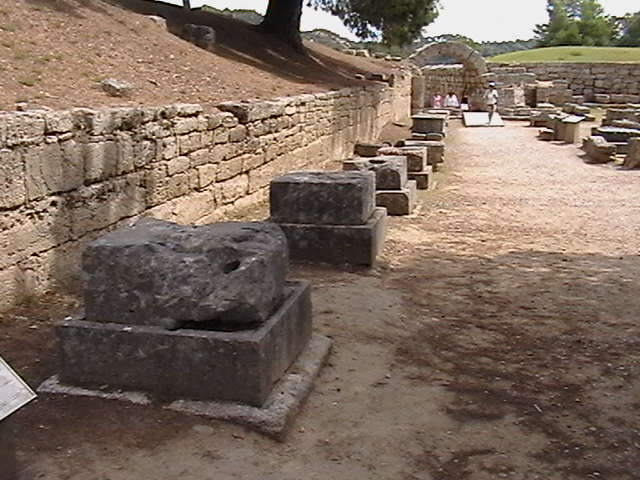
Socles des Zanes.

Les Zanes sont des statues en bronze de Zeus situées dans l'ancienne cité grecque d'Olympie, « Zan » étant le nom dorien (dialecte du grec ancien) de Zeus. Ces statues sont dédiées au dieu et érigées avec l'argent des amendes imposées par les juges aux athlètes qui n'ont pas respecté ou violé les règles des Jeux olympiques antiques,.

## Histoire

### Emplacement

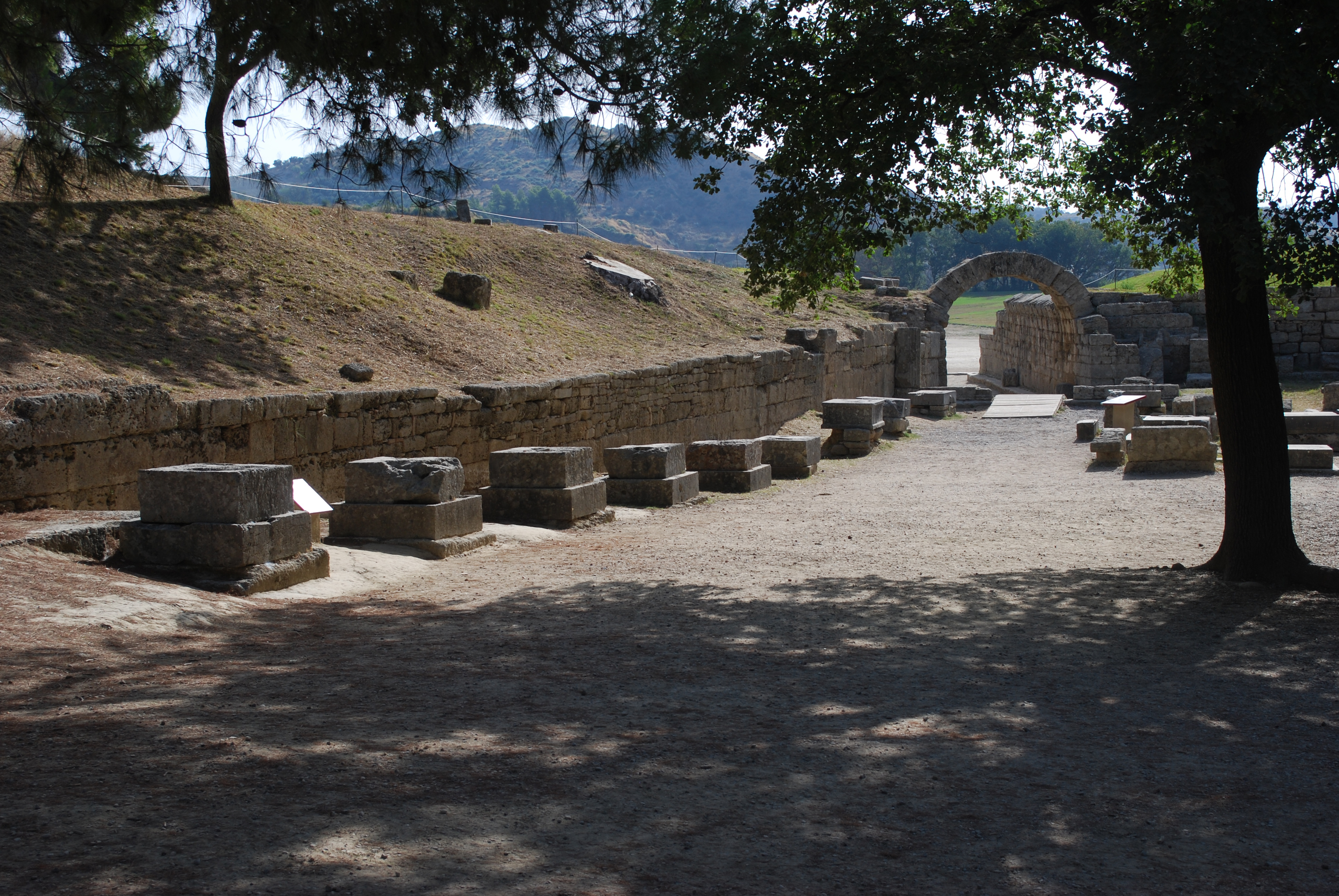
Les Zanes sont situées devant la Crypte, le passage menant vers l'entrée du stade.

Au XXIe siècle, seuls 16 piédestaux en pierre des statues existent toujours. Ils sont situés l'un à côté de l'autre devant le passage voûté menant vers l'entrée monumentale du stade, appelé la Crypte. Ils sont placés dans un endroit aussi visible par la foute afin de dissuader les autres athlètes de tricher. Il y avait auparavant une statue en bronze de Zeus sur chacun de ces piédestaux, mais elles ont depuis disparu.

### Construction
Les Zanes sont réalisées par de grands artistes contemporains. Selon Pausanias, les socles étaient inscrits avec de courts textes mentionnant le nom du contrevenant et leur faute. Aussi, elles indiquaient clairement que les victoires olympiques devaient être remportées par des exploits de force, plutôt qu'achetées avec de l'argent. L'inscription du nom d'un athlète sur un tel piédestal est honteuse à la fois pour lui et pour sa ville. 

### Athlètes inscrits
Selon Pausanias, le premier des Zanes est érigé lorsque Eupolos de Thessalie est condamné à une amende pour avoir soudoyé trois de ses adversaires lors de l'épreuve de boxe. Six autres statues sont érigées plus tard pour l'Athénien Kallipos, un athlète du Pankration qui a également soudoyé ses adversaires. De plus, le pancratiaste alexandrin Sarapion est le premier athlète à être condamné à une amende par les juges pour lâcheté, car il est devenu nerveux et a fui les terres sacrées d'Olympie à la veille des Jeux.
Outre les amendes, les juges imposaient aussi des punitions corporelles ou l'exclusion d'un athlète des Jeux en fonction de la gravité de sa faute.